# Grange (Kent)
Grange – osada w Anglii, w hrabstwie ceremonialnym Kent, w dystrykcie (unitary authority) Medway, w unparished area Gillingham. Leży 14 km od miasta Maidstone. W 1901 roku civil parish liczyła 154 mieszkańców.